# Charbonnières-les-Vieilles
 Charbonnières-les-Vieilles  es una población y comuna francesa, situada en la región de Auvernia, departamento de Puy-de-Dôme, en el distrito de Riom y cantón de Manzat. Forma parte del área urbana de Clermont-Ferrand.

## Demografía
| 876 | 838 | 730 | 866 | 880 | 864 |
| Para los censos de 1962 a 1999 la población legal corresponde a la población sin duplicidades (Fuente: INSEE [Consultar]) |     |     |     |     |     |